# Беньят Турр'єнтес
Бенья́т Турр'є́нтес Іма́с (ісп. Beñat Turrientes Imaz; нар. 31 січня 2002, Беасаїн) — іспанський футболіст, півзахисник клубу «Реал Сосьєдад». Олімпійський чемпіон 2024 року.

## Клубна кар'єра
Футболом почав займатися у віці 12 років в академії клубу «Реал Сосьєдад», до якої приєднався 2014 року. 8 вересня 2019 року дебютував за «Реал Сосьєдад С» у матчі Терсери проти «Віторії».
20 вересня 2019 року продовжив контракт з «Реал Сосьєдадом» до 2025 року. Перед початком сезону 2020–21 переведений до резервної команди, якій допоміг вперше за 59 років вийти до Сегунди.
21 серпня 2021 року в поєдинку проти «Луго» дебютував в Сегунді. 26 вересня дебютував за основний склад «Реал Сосьєдада» у матчі Ла-Ліги проти «Ельче». 30 вересня дебютував у єврокубках, замінивши Андера Гевару в поєдинку групового етапу Ліги Європи УЄФА проти французького «Монако». 15 грудня в матчі другого раунду Кубка Іспанії проти «Самори» відзначився своїм першим м'ячем у професіональній кар'єрі.
7 серпня 2022 року переведений до основного складу «Реал Сосьєдада». Всього в сезоні 2022–23 зіграв 13 матчів, де здебільшого був запасним гравцем.
3 жовтня 2023 року дебютував у Лізі чемпіонів УЄФА, вийшовши на заміну Браїсу Мендесу в матчі групового етапу проти клубу «Ред Булл» (Зальцбург). 29 листопада 2024 року продовжив контракт з «Реал Сосьєдадом» до 2030 року.

## Кар'єра в збірній
Виступав за збірні Іспанії до 17, до 18 і до 21 року. В квітні 2019 року потрапив до заявки збірної до 17 років на юнацький чемпіонат Європи в Ірландії. На турнірі зіграв 4 матчі, а іспанці дійшли до півфіналу, де поступились нідерландцям. Восени того ж року виступав за збірну до 17 років на юнацькому чемпіонаті світу в Бразилії. На мундіалі провів 5 поєдинків, а його команда пробилась в чвертьфінал, де програла одноліткам з Франції.
26 червня 2024 року потрапив до заявки олімпійської збірної Іспанії для участі в матчах футбольного турніру на літніх Олімпійських іграх 2024 в Парижі. На олімпійському турнірі зіграв у матчах групового етапу проти збірних Узбекистану, Домініканської Республіки та Єгипту, а також у чвертьфіналі проти Японії та у півфіналі проти Марокко. Грав у фінальному матчі проти збірної Франції (5–3), допомігши своїй команді здобути золоті медалі.
В червні 2025 року потрапив в заявку збірної до 21 року на молодіжний чемпіонат Європи в Словаччині. На турнірі провів три матчі (усі — як капітан), а його команда дійшла до чвертьфіналу, де поступилась англійцям.

## Статистика виступів
Станом на 24 травня 2025
| Клуб              | Сезон             | Чемпіонат           | Чемпіонат | Чемпіонат | Кубок | Кубок | Єврокубки | Єврокубки | Інші  | Інші | Всього | Всього |
| Клуб              | Сезон             | Дивізіон            | Матчі     | Голи      | Матчі | Голи  | Матчі     | Голи      | Матчі | Голи | Матчі  | Голи   |
| ----------------- | ----------------- | ------------------- | --------- | --------- | ----- | ----- | --------- | --------- | ----- | ---- | ------ | ------ |
| Реал Сосьєдад С   | 2019–20           | Терсера Федерасьйон | 17        | 0         | —     | —     | —         | —         | —     | —    | 17     | 0      |
| Реал Сосьєдад Б   | 2020–21           | Сегунда Дивізіон Б  | 15        | 0         | —     | —     | —         | —         | 1     | 0    | 16     | 0      |
| Реал Сосьєдад Б   | 2021–22           | Сегунда Дивізіон    | 20        | 0         | —     | —     | —         | —         | 1     | 0    | 21     | 0      |
| Реал Сосьєдад Б   | Всього            | Всього              | 35        | 0         | —     | —     | —         | —         | 1     | 0    | 36     | 0      |
| Реал Сосьєдад     | 2021–22           | Ла-Ліга             | 8         | 0         | 1     | 1     | 4         | 0         | —     | —    | 13     | 1      |
| Реал Сосьєдад     | 2022–23           | Ла-Ліга             | 6         | 0         | 1     | 0     | 6         | 0         | —     | —    | 13     | 0      |
| Реал Сосьєдад     | 2023–24           | Ла-Ліга             | 29        | 0         | 6     | 0     | 6         | 0         | —     | —    | 41     | 0      |
| Реал Сосьєдад     | 2024–25           | Ла-Ліга             | 21        | 0         | 3     | 0     | 7         | 0         | —     | —    | 31     | 0      |
| Реал Сосьєдад     | Всього            | Всього              | 64        | 0         | 11    | 1     | 23        | 0         | 0     | 0    | 98     | 1      |
| Всього за кар'єру | Всього за кар'єру | Всього за кар'єру   | 116       | 0         | 11    | 1     | 23        | 0         | 1     | 0    | 151    | 1      |

1. ↑  Матчі в плей-оф Сегунди Дивізіону
2. 1 2 3  Матчі в Лізі Європи УЄФА
3. ↑  Матчі в Лізі чемпіонів УЄФА

## Досягнення
Збірна Іспанії (олімп.)
- Олімпійський чемпіон: 2024[35]